# Dimitrius Fabricius
Dimitrius Fabricius Pacha (grec : Dimitrios Favrkios Pacha), né en 1848 et mort le 3 mars 1907, est un architecte grec d'origine allemande actif en Égypte à la fin du XIXe siècle. Il a travaillé comme directeur des palais khédivaux jusqu'à sa mort. Antonio Lasciac lui succède à ce poste.

## Biographie
Né sur l'île de Syra dans les Cyclades, Dimitrius émigre en Égypte où il travaille en tant qu'architecte en chef des palais khédivaux pour Abbas Hilmi II de 1892 à 1907. Il meurt le 3 mars 1907, à son domicile de Bulaq, et a été enterré au cimetière grec orthodoxe du Vieux Caire.

## Principales réalisations
- Salamlek du Montaza (1892-1897), palais du khédive près d'Alexandrie devenu hôtel de luxe
- Qubbet Efendina (1894), mausolée du khédive Tawfiq dans la Cité des morts Nord où Abbas Hilmi II est également enterré
- Hôtel Savoy (1898), palace donnant sur la place Soliman Pasha (aujourd'hui place Talaat Harb), remplacé en 1924 par les bâtiments Baehler
- Gordon Memorial College de Khartoum au Soudan (1899), devenu l'Université de Khartoum en 1951
- Siège de la banque nationale d'Egypte (1900), au croisement des rue Qasr el Nil et Sherif Pasha, reconstruit dans les années 40
- Hôpital hellénique du Caire